# 花のコーラス
『花のコーラス』（はなのコーラス）は、NHKラジオ第1放送で1949年9月11日から1953年度まで全国放送された、女声によるコーラス番組である。毎日曜日朝9:45 - 10:00に生で全国に放送された。

## 概要
指揮指導は内本実が務めた。名古屋放送合唱団がコーラスを担当した。メンバーは二十歳そこそこの女性たち20名であった。
『名古屋放送局60年小史』は、「昭和16年に結成された「名古屋放送合唱団」による、『花のコーラス』が昭和24年9月から全国放送となり、CK制作ラジオ番組として全国に絶大な人気を誇ることとなる。白いロングドレスでの“花のコーラス”、指揮はあの派手なジェスチャーの内本実さん」と記す。
中田喜直が1994年に記した次のような評価が、2000年7月24日に行われた「東京レディース・シンガーズ」第22回定期公演のプログラムに掲載された。
中田の代表曲「雪の降る街」（内村直也作詞）、「夏の思い出」（江間章子作詞）は、この「花のコーラス」のためにかかれ、初演は「花のコーラス」であった。